# Liverpool Sound Collage
Liverpool Sound Collage ist das erste experimentelle Musikalbum von Paul McCartney, es enthält keine Lieder, sondern Klangcollagen, die McCartney aus diversen Tonaufnahmen zusammensetzte. Gleichzeitig ist es einschließlich der Wings-Alben, der Fireman-Alben, der klassischen Alben, der Livealben und Kompilationsalben das 32. Album von Paul McCartney nach der Trennung der Beatles. Es wurde am 21. August 2000 in Großbritannien und am 26. September 2000 in den USA veröffentlicht.

## Entstehung
Der Künstler Peter Blake, der unter anderem das Cover des Albums Sgt. Pepper’s Lonely Hearts Club Band gestaltet hatte, bat Paul McCartney um eine Beteiligung an der von Blake für die Liverpooler Tate Gallery gestaltete Ausstellung About Collage im Jahr 2000. McCartney sagte zu und kreierte eine Klangcollage zum Thema Liverpool. Dafür fertigte er Aufnahmen von Gesprächen mit Studenten des Liverpool Institute for Performing Arts, Passanten in Liverpool und Straßengeräuschen an. Außerdem verwendete er Ausschnitte seines klassischen Werks Paul McCartney’s Liverpool Oratorio und Fragmente aus alten Aufnahmesitzungen der Beatles. Es waren Dialoge aus der Session der Gruppe am 8. November 1965 für Think for Yourself, das auf Rubber Soul erschien, und von der Session vom 1. Februar 1967 für den Song Sgt. Pepper’s Lonely Hearts Club Band. Einige Passagen ließ er von Youth, mit dem er bereits bei The Fireman zusammengearbeitet hatte, und der walisischen Band Super Furry Animals in den Abbey Road Studios remixen, so übergab er seine fertige Collage von Peter Blake 2000 überließ er den Super Furry Animals zur Überarbeitung, die einen Remix des Stücks anfertigten.
Die erste Aufnahme mit Avantgardemusik spielten die Beatles im Januar 1967 mit dem Lied Carnival of Light ein, es folgte im Jahr 1968 dann Revolution 9. Die Idee von Paul McCartney Ende der 1960er Jahre ein experimentales Album mit dem Titel Paul McCartney Goes Too Far aufzunehmen wurde nicht realisiert, sodass erst im Jahr 2000 ein komplettes Album mit experimenteller Musik von McCartney erschien.
Das Album bekam eine Grammy-Nominierung in der Kategorie „Bestes Experimentelles Album“, der Preis ging aber an Radiohead für das Album Kid A.

## Covergestaltung
Die CD befindet sich in einem Digipak-Cover. Das Vorderseitencover zeigt eine von Paul McCartney gestaltete Bildercollage.

## Titelliste
1. Plastic Beetle – 8:23 (Paul McCartney, The Beatles)
2. Peter Blake 2000 – 16:54 (Super Furry Animals, The Beatles)
3. Real Gone Dub Made in Manifest in the Vortex of the Eternal Now – 16:37 (Youth)
4. Made Up – 12:58 (Paul McCartney, The Beatles)
5. Free Now – 3:29 (Paul McCartney, The Beatles, Super Furry Animals)

## Wiederveröffentlichungen
- Das Album wurde bisher nicht neu remastert.
- Im Juli 2013 wurde das Album im Download-Format veröffentlicht.

## Single-Auskopplungen
Aus dem Album wurde keine Single ausgekoppelt.
In Großbritannien wurde im August 2000 eine Promotion-7″-Vinyl-Single sowie eine CD-Promotionsingle mit dem Lied Free Now veröffentlicht.

## Chartplatzierungen
Das Album erreichte keine Chartplatzierungen.